# Championnat du monde féminin de hockey sur glace 2008
Navigation
Championnat du monde 2007 Championnat du monde 2009
Le douzième Championnat du monde féminin de hockey sur glace a lieu entre le 4 et 13 avril 2008 à Harbin en Chine pour la division élite. Les matchs des divisions inférieures vont se jouer au cours des mois de mars et d'avril dans différents pays d'Europe.

## Groupe élite
| Groupe A                  | Groupe B                          | Groupe C                   |
| ------------------------- | --------------------------------- | -------------------------- |
| - Canada - Chine - Russie | - États-Unis - Suisse - Allemagne | - Suède - Finlande - Japon |

### Tour préliminaire

#### Groupe A
| Équipe | MJ | V | Vp | Dp | D | BP | BC | PTS |
| ------ | -- | - | -- | -- | - | -- | -- | --- |
| Canada | 2  | 2 | 0  | 0  | 0 | 19 | 1  | 6   |
| Russie | 2  | 1 | 0  | 0  | 1 | 6  | 11 | 3   |
| Chine  | 2  | 0 | 0  | 0  | 2 | 3  | 16 | 0   |

Heures locales (UTC+8)
| 4 avril 2008 | Russie | 1-8 | Canada | Hongbo Arena |

| Feuille de match | Feuille de match     | Feuille de match | Feuille de match | Feuille de match |
| ---------------- | -------------------- | ---------------- | --- | ---------------- |
|                  | E. Smolentseva 19:57 |                  | B. Kellar 10:41 (PP) G. Kingsbury 13:16 J. Botterill 32:50 M. Agosta 35:05 C. Piper 43:47 (PP) C. Ouellette 55:07 (PP) H. Wickenheiser 57:15 (PP) M. Agosta 57:28 |                  |
|                  |                      |                  | |                  |
|                  |                      |                  | |                  |
|                  |                      |                  | |                  |

| 5 avril 2008 | Chine | 3-5 | Russie | Hongbo Arena |

| Feuille de match | Feuille de match                                        | Feuille de match | Feuille de match                                                                                         | Feuille de match |
| ---------------- | ------------------------------------------------------- | ---------------- | --- | ---------------- |
|                  | Sun R. 18:49 (PP) Sang H. 46:39 (PP) Sang H. 59:37 (PP) |                  | S. Terentieva 16:49 E. Smolentseva 21:43 E. Smolentseva 25:17 I. Gaurilova 43:34 I. Gaurilova 59:56 (EN) |                  |
|                  |                                                         |                  | |                  |
|                  |                                                         |                  | |                  |
|                  |                                                         |                  | |                  |

| 6 avril 2008 | Canada | 11-0 | Chine | Hongbo Arena |

| Feuille de match | Feuille de match | Feuille de match | Feuille de match | Feuille de match |
| ---------------- | --- | ---------------- | ---------------- | ---------------- |
|                  | C. Piper 8:21 J. Botterill 10:52 C. MacLeod 13:17 J. Botterill 13:42 C. Ouellette 25:00 M. Agosta 25:39 G. Apps 26:02 H. Wickenheiser 45:12 J. Hefford 46:31 H. Wickenheiser 50:35 S. Vaillancourt 53:34 |                  |                  |                  |
|                  | |                  |                  |                  |
|                  | |                  |                  |                  |
|                  | |                  |                  |                  |

#### Groupe B
| Équipe     | MJ | V | Vp | Dp | D | BP | BC | PTS |
| ---------- | -- | - | -- | -- | - | -- | -- | --- |
| États-Unis | 2  | 2 | 0  | 0  | 0 | 15 | 2  | 6   |
| Suisse     | 2  | 1 | 0  | 0  | 1 | 4  | 7  | 3   |
| Allemagne  | 2  | 0 | 0  | 0  | 2 | 1  | 11 | 0   |

Heures locales (GMT+8)
| 4 avril 2008 | Allemagne | 1-8 | États-Unis | Hongbo Arena |

| Feuille de match | Feuille de match  | Feuille de match | Feuille de match | Feuille de match |
| ---------------- | ----------------- | ---------------- | --- | ---------------- |
|                  | M. Anwander 15:41 |                  | J. Potter 14:25 (PP) J. Potter 21:30 K. Thatcher 29:30 M. Duggan 31:17 K. Thatcher 41:58 N. Darwitz 43:11 M. Duggan 52:42 S. Parsons 56:08 |                  |
|                  |                   |                  | |                  |
|                  |                   |                  | |                  |
|                  |                   |                  | |                  |

| 5 avril 2008 | Suisse | 3-0 | Allemagne | Hongbo Arena |

| Feuille de match | Feuille de match                                           | Feuille de match | Feuille de match | Feuille de match |
| ---------------- | ---------------------------------------------------------- | ---------------- | ---------------- | ---------------- |
|                  | S. Marty 15:35 (SH) L. Ruhnke 23:27 L. Nussbaum 39:02 (PP) |                  |                  |                  |
|                  |                                                            |                  |                  |                  |
|                  |                                                            |                  |                  |                  |
|                  |                                                            |                  |                  |                  |

| 6 avril 2008 | États-Unis | 7-1 | Suisse | Hongbo Arena |

| Feuille de match | Feuille de match | Feuille de match | Feuille de match       | Feuille de match |
| ---------------- | --- | ---------------- | ---------------------- | ---------------- |
|                  | C. Cahow 07:34 (PP) K. Stack 21:28 G. Marvin 37:17 (PP) N. Darwitz 42:06 (PP) J. Potter 49:41 (PP) M. Engstrom 50:49 M. Duggan 57:12 |                  | M. Hafliger 24:21 (PP) |                  |
|                  | |                  |                        |                  |
|                  | |                  |                        |                  |
|                  | |                  |                        |                  |

#### Groupe C
| Équipe   | MJ | V | Vp | Dp | D | BP | BC | PTS |
| -------- | -- | - | -- | -- | - | -- | -- | --- |
| Finlande | 2  | 1 | 1  | 0  | 0 | 9  | 3  | 5   |
| Suède    | 2  | 1 | 0  | 1  | 0 | 7  | 3  | 4   |
| Japon    | 2  | 0 | 0  | 0  | 2 | 1  | 11 | 0   |

Heures locales (GMT+8)
| 4 avril 2008 | Japon | 0-5 | Suède | Baqu Arena |

| Feuille de match | Feuille de match | Feuille de match | Feuille de match                                                                  | Feuille de match |
| ---------------- | ---------------- | ---------------- | --------------------------------------------------------------------------------- | ---------------- |
|                  |                  |                  | A. Lorsell 02:51 K. Myren 17:04 K. Myren 30:18 M. Rooth 37:01 (PP) M. Rooth 48:23 |                  |
|                  |                  |                  |                                                                                   |                  |
|                  |                  |                  |                                                                                   |                  |
|                  |                  |                  |                                                                                   |                  |

| 5 avril 2008 | Finlande | 6-1 | Japon | Baqu Arena |

| Feuille de match | Feuille de match | Feuille de match | Feuille de match   | Feuille de match |
| ---------------- | --- | ---------------- | ------------------ | ---------------- |
|                  | A. Helin 23:55 H. Pelttari 28:05 K. Kovalainen 44:23 (PP) A. Helin 44:42 (PP) M. Saarinen 50:00 (PP) A. Helin 52:02 (PP) |                  | E. Wada 26:35 (PP) |                  |
|                  | |                  |                    |                  |
|                  | |                  |                    |                  |
|                  | |                  |                    |                  |

| 6 avril 2008 | Suède | 2-3 | Finlande | Baqu Arena |

| Feuille de match | Feuille de match                        | Feuille de match | Feuille de match                                                   | Feuille de match |
| ---------------- | --------------------------------------- | ---------------- | ------------------------------------------------------------------ | ---------------- |
|                  | K. Timglas 07:02 (PP) E. Eliasson 50:56 |                  | M. Voutilainen 05:11 (PP) M. Saarinen 42:01 M. Pehkonen 63:00 (PP) |                  |
|                  |                                         |                  |                                                                    |                  |
|                  |                                         |                  |                                                                    |                  |
|                  |                                         |                  |                                                                    |                  |

### Tour qualificatif

#### Groupe D
| Équipe     | MJ | V | Vp | Dp | D | BP | BC | PTS |
| ---------- | -- | - | -- | -- | - | -- | -- | --- |
| États-Unis | 2  | 1 | 0  | 1  | 0 | 4  | 3  | 4   |
| Canada     | 2  | 1 | 0  | 0  | 1 | 6  | 6  | 3   |
| Finlande   | 2  | 0 | 1  | 0  | 1 | 3  | 4  | 2   |

Heures locales (GMT+8)
| 8 avril 2008 | États-Unis | 0-1 | Finlande | Hongbo Arena |

| Feuille de match | Feuille de match | Feuille de match | Feuille de match  | Feuille de match |
| ---------------- | ---------------- | ---------------- | ----------------- | ---------------- |
|                  |                  |                  | H. Pelttari 63:42 |                  |
|                  |                  |                  |                   |                  |
|                  |                  |                  |                   |                  |
|                  |                  |                  |                   |                  |

| 9 avril 2008 | Finlande | 2-4 | Canada | Hongbo Arena |

| Feuille de match | Feuille de match                     | Feuille de match | Feuille de match                                                                           | Feuille de match |
| ---------------- | ------------------------------------ | ---------------- | ------------------------------------------------------------------------------------------ | ---------------- |
|                  | E. Laaksonen 13:49 M. Pehkonen 46:41 |                  | J. Hefford 3:29 S. Vaillancourt 31:23 (PP) S. Vaillancourt 32:01 (PP) K. Weatherston 37:25 |                  |
|                  |                                      |                  |                                                                                            |                  |
|                  |                                      |                  |                                                                                            |                  |
|                  |                                      |                  |                                                                                            |                  |

| 10 avril 2008 | Canada | 2-4 | États-Unis | Hongbo Arena |

| Feuille de match | Feuille de match                      | Feuille de match | Feuille de match                                                                | Feuille de match |
| ---------------- | ------------------------------------- | ---------------- | ------------------------------------------------------------------------------- | ---------------- |
|                  | J. Hefford 4:21 (PP) K. Bechard 16:08 |                  | N. Darwitz 15:34 (PP) C. Cahow 26:33 (PP) M. Duggan 48:24 N. Darwitz 59:36 (EN) |                  |
|                  |                                       |                  |                                                                                 |                  |
|                  |                                       |                  |                                                                                 |                  |
|                  |                                       |                  |                                                                                 |                  |

#### Groupe E
| Équipe | MJ | V | Vp | Dp | D | BP | BC | PTS |
| ------ | -- | - | -- | -- | - | -- | -- | --- |
| Suisse | 2  | 1 | 1  | 0  | 0 | 6  | 4  | 5   |
| Suède  | 2  | 1 | 0  | 1  | 0 | 6  | 5  | 4   |
| Russie | 2  | 0 | 0  | 0  | 2 | 2  | 5  | 0   |

Heures locales  (GMT+8)
| 8 avril 2008 | Suisse | 4-3 | Suède | Hongbo Arena |

| Feuille de match | Feuille de match                                                       | Feuille de match | Feuille de match                                             | Feuille de match |
| ---------------- | ---------------------------------------------------------------------- | ---------------- | ------------------------------------------------------------ | ---------------- |
|                  | L. Lehmann 17:59 (SH) S. Marty 19:49 L. Lehmann 28:46 L. Lehmann 65:00 |                  | J. Asserholt 18:30 (PP) I. Jordansson 22:02 T. Enstrom 34:15 |                  |
|                  |                                                                        |                  |                                                              |                  |
|                  |                                                                        |                  |                                                              |                  |
|                  |                                                                        |                  |                                                              |                  |

| 9 avril 2008 | Suède | 3-1 | Russie | Hongbo Arena |

| Feuille de match | Feuille de match                                      | Feuille de match | Feuille de match          | Feuille de match |
| ---------------- | ----------------------------------------------------- | ---------------- | ------------------------- | ---------------- |
|                  | K. Myren 1:39 A. Edstrand 35:06 K. Timglas 44:10 (PP) |                  | E. Smolentseva 56:12 (PP) |                  |
|                  |                                                       |                  |                           |                  |
|                  |                                                       |                  |                           |                  |
|                  |                                                       |                  |                           |                  |

| 10 avril 2008 | Russie | 1-2 | Suisse | Hongbo Arena |

| Feuille de match | Feuille de match       | Feuille de match | Feuille de match                    | Feuille de match |
| ---------------- | ---------------------- | ---------------- | ----------------------------------- | ---------------- |
|                  | A. Kapustin 35:41 (PP) |                  | S. Marty 11:26 S. Marty 20:54 (PP2) |                  |
|                  |                        |                  |                                     |                  |
|                  |                        |                  |                                     |                  |
|                  |                        |                  |                                     |                  |

### Tour de relégation

#### Groupe F
| Équipe    | MJ | V | Vp | Dp | D | BP | BC | PTS |
| --------- | -- | - | -- | -- | - | -- | -- | --- |
| Japon     | 2  | 1 | 0  | 0  | 1 | 4  | 3  | 3   |
| Chine     | 2  | 1 | 0  | 0  | 1 | 5  | 5  | 3   |
| Allemagne | 2  | 1 | 0  | 0  | 1 | 4  | 5  | 3   |

| 8 avril 2008 | Allemagne | 2-1 | Japon | Hongbo Arena |

| Feuille de match | Feuille de match               | Feuille de match | Feuille de match     | Feuille de match |
| ---------------- | ------------------------------ | ---------------- | -------------------- | ---------------- |
|                  | B. Evers 2:47 M. Anwander 3:32 |                  | Y. Adachi 10:36 (PP) |                  |
|                  |                                |                  |                      |                  |
|                  |                                |                  |                      |                  |
|                  |                                |                  |                      |                  |

| 9 avril 2008 | Japon | 3-1 | Chine | Hongbo Arena |

| Feuille de match | Feuille de match                                         | Feuille de match | Feuille de match | Feuille de match |
| ---------------- | -------------------------------------------------------- | ---------------- | ---------------- | ---------------- |
|                  | Y. Adachi 17:42 (PP) Y. Hirano 57:04 (PP) A. Fujii 59:20 |                  | Sun R. 41:47     |                  |
|                  |                                                          |                  |                  |                  |
|                  |                                                          |                  |                  |                  |
|                  |                                                          |                  |                  |                  |

| 10 avril 2008 | Chine | 4-2 | Allemagne | Hongbo Arena |

| Feuille de match | Feuille de match                                            | Feuille de match | Feuille de match                        | Feuille de match |
| ---------------- | ----------------------------------------------------------- | ---------------- | --------------------------------------- | ---------------- |
|                  | Jin F. 12:32 Wang L. 57:58 (PP) Sun R. 58:43 Zhang S. 59:20 |                  | S. Gotz 10:23 (PP) N. Ritter 23:46 (PP) |                  |
|                  |                                                             |                  |                                         |                  |
|                  |                                                             |                  |                                         |                  |
|                  |                                                             |                  |                                         |                  |

L'Allemagne est reléguée en Division I.

### Finales

#### Match pour la3eplace
| 12 avril 2008 | Finlande | 4-1 | Suisse | Hongbo Arena |

#### Match pour la1replace
| 12 avril 2008 | États-Unis | 4-3 | Canada | Hongbo Arena |

### Classement final
|                    | Équipe     |
| ------------------ | ---------- |
| Médaille d'or      | États-Unis |
| Médaille d'argent  | Canada     |
| Médaille de bronze | Finlande   |
| 4                  | Suisse     |
| 5                  | Suède      |
| 6                  | Russie     |
| 7                  | Japon      |
| 8                  | Chine      |
| 9                  | Allemagne  |

- Relégué en Division I en 2009

## Division I
La compétition a eu lieu à Ventspils en Lettonie du 10 au 16 mars
- Kazakhstan
- Lettonie
- France
- Norvège
- Tchéquie
- Slovaquie

### Résultats
| 10 mars 2008 | République Tchèque | 3-1 | France |  |

| 10 mars 2008 | Slovaquie | 1-5 | Kazakhstan |  |

| 10 mars 2008 | Norvège | 3-1 | Lettonie |  |

| 11 mars 2008 | France | 1-5 | Slovaquie |  |

| 11 mars 2008 | Kazakhstan | 3-2 | Norvège |  |

| 11 mars 2008 | Lettonie | 3-4 | République Tchèque |  |

| 13 mars 2008 | Slovaquie | 3-2 | Norvège |  |

| 13 mars 2008 | Kazakhstan | 3-1 | Kazakhstan - République |  |

| 13 mars 2008 | Lettonie | 0-1 | France |  |

| 14 mars 2008 | Norvège | 2-3 (TB) | République Tchèque |  |

| 14 mars 2008 | France | 1-2 | Kazakhstan |  |

| 14 mars 2008 | Lettonie | 2-3 (TB) | Slovaquie |  |

| 16 mars 2008 | République Tchèque | 1-2 | Slovaquie |  |

| 16 mars 2008 | France | 3-2 | Norvège |  |

| 16 mars 2008 | Kazakhstan | 1-3 | Lettonie |  |

### Classement
| Rang | Équipe     | PJ | V | D | BP | BC | Pts |
| ---- | ---------- | -- | - | - | -- | -- | --- |
| 1    | Kazakhstan | 5  | 4 | 1 | 14 | 8  | 12  |
| 2    | Slovaquie  | 5  | 4 | 1 | 14 | 11 | 12  |
| 3    | Tchéquie   | 5  | 3 | 2 | 12 | 11 | 9   |
| 4    | France     | 5  | 2 | 3 | 7  | 12 | 6   |
| 5    | Lettonie   | 5  | 1 | 4 | 9  | 12 | 3   |
| 6    | Norvège    | 5  | 1 | 4 | 11 | 13 | 3   |

## Division II
La compétition se déroule à Vierumäki en Finlande du 25 au 30 mars.
| Équipe        | MJ | V | VP | DP | D | BP | BC | Pts |
| ------------- | -- | - | -- | -- | - | -- | -- | --- |
| Autriche      | 5  | 5 | 0  | 0  | 0 | 22 | 10 | 15  |
| Danemark      | 5  | 4 | 0  | 0  | 1 | 25 | 7  | 12  |
| Corée du Nord | 5  | 3 | 0  | 0  | 2 | 21 | 10 | 9   |
| Italie        | 5  | 1 | 1  | 0  | 3 | 15 | 17 | 5   |
| Pays-Bas      | 5  | 1 | 0  | 1  | 3 | 10 | 15 | 4   |
| Australie     | 5  | 0 | 0  | 0  | 5 | 5  | 39 | 0   |

l'Autriche est promue en division 1 et l'Australie est reléguée en division 3 pour 2009.
| Équipe        |     |      |      |          |          |      |
| Autriche      |     | 3-2  | 4-0  | 6-4      | 9-1      | 6-2  |
| Danemark      | 2-3 |      | 5-1  | 3-2      | 3-2      | 12-1 |
| Corée du Nord | 0-4 | 1-5  |      | 6-1      | 4-0      | 10-0 |
| Italie        | 4-6 | 2-3  | 1-6  |          | 3-2 (OT) | 5-0  |
| Pays-Bas      | 1-9 | 2-3  | 0-4  | 2-3 (OT) |          | 6-2  |
| Australie     | 2-6 | 1-12 | 0-10 | 0-5      | 2-6      |      |

## Division III
La compétition se déroule à Miskolc en Hongrie du 6 au 12 avril.
| Équipe          | MJ | V | VP | DP | D | BP | BC | Pts |
| --------------- | -- | - | -- | -- | - | -- | -- | --- |
| Grande-Bretagne | 5  | 4 | 1  | 0  | 0 | 29 | 7  | 14  |
| Slovénie        | 5  | 4 | 0  | 1  | 0 | 27 | 6  | 13  |
| Croatie         | 5  | 2 | 0  | 1  | 2 | 12 | 20 | 7   |
| Belgique        | 5  | 2 | 0  | 0  | 3 | 12 | 16 | 6   |
| Hongrie         | 5  | 1 | 0  | 0  | 4 | 4  | 20 | 3   |
| Corée du Sud    | 5  | 0 | 1  | 0  | 4 | 7  | 22 | 2   |

La Grande-Bretagne est promue en division 2 et la Corée du Sud est reléguée en division 4 pour 2009.

## Division IV
La compétition se déroule à Miercurea-Ciuc en Roumanie du 23 au 29 mars.
| Équipe           | MJ | V | VP | DP | D | BP | BC | Pts |
| ---------------- | -- | - | -- | -- | - | -- | -- | --- |
| Islande          | 5  | 5 | 0  | 0  | 0 | 30 | 5  | 15  |
| Nouvelle-Zélande | 5  | 4 | 0  | 0  | 1 | 37 | 9  | 12  |
| Roumanie         | 5  | 2 | 0  | 1  | 2 | 25 | 16 | 7   |
| Estonie          | 5  | 2 | 0  | 0  | 3 | 11 | 17 | 6   |
| Afrique du Sud   | 5  | 1 | 1  | 0  | 3 | 15 | 24 | 5   |
| Turquie          | 5  | 0 | 0  | 0  | 5 | 3  | 50 | 0   |

L'Islande est promue en division 3 pour 2009.
| Équipe           |     |      |          |     |          |      |
| Islande          |     | 5-1  | 4-3      | 3-0 | 9-1      | 9-0  |
| Nouvelle-Zélande | 1-5 |      | 7-2      | 4-1 | 9-1      | 16-0 |
| Roumanie         | 3-4 | 2-7  |          | 8-0 | 3-4 (OT) | 9-1  |
| Estonie          | 0-3 | 1-4  | 0-8      |     | 2-1      | 8-1  |
| Afrique du Sud   | 1-9 | 1-9  | 4-3 (OT) | 1-2 |          | 8-1  |
| Turquie          | 0-9 | 0-16 | 1-9      | 1-8 | 1-8      |      |